# Eronilde de Araújo
Eronilde de Araújo (Eronilde Nunes de Araújo; * 31. Dezember 1970 in Bom Jesus da Lapa) ist ein ehemaliger brasilianischer Hürdenläufer.
In seiner Spezialdisziplin, dem 400-Meter-Hürdenlauf, wurde er fünfmal in Folge Südamerika-Meister (von 1991 bis 1999).
Bei den Panamerikanischen Spielen gewann er dreimal Gold: 1991 in Havanna, 1995 in Mar del Plata und 1999 in Winnipeg, wo er zusätzlich mit der brasilianischen 4-mal-400-Meter-Staffel die Silbermedaille gewann.
Bei den Olympischen Spielen erreichte er 1992 in Barcelona das Halbfinale, wurde 1996 in Atlanta Fünfter und 2000 in Sydney Achter. Bei den Leichtathletik-Weltmeisterschaften erreichte er 1991 in Tokio das Halbfinale, schied 1993 in Stuttgart im Vorlauf aus, wurde 1995 in Göteborg Achter und 1999 in Sevilla Vierter und kam 2001 in Edmonton ins Halbfinale.

## Persönliche Bestzeiten
- 400 m: 45,75 s, 12. April 1997, São Leopoldo
- 400 m Hürden: 48,04 s, 12. Juli 1995, Nizza